# SimCity 4
SimCity 4 ist ein Computerspiel aus der SimCity-Reihe, das im Jahr 2003 von Electronic Arts veröffentlicht wurde. Es gehört zum Genre der Wirtschaftssimulationen. Das Spiel ist der Nachfolger von SimCity 3000 und wurde seinerseits erst ein Jahrzehnt später, im Jahr 2013, durch SimCity abgelöst.

## Spielprinzip
Der Spieler hat die Aufgabe, eine Stadt zu errichten. Hierzu weist er zunächst Flächen bestimmte Nutzungsarten (private, gewerbliche, industrielle oder landwirtschaftliche Nutzung) zu.
Darüber hinaus hat der Spieler nur ein begrenztes Budget für seine städtebaulichen Aktivitäten zur Verfügung. Den Steuereinnahmen stehen dabei Ausgaben für Sicherheit, Bildung, Feuerwehr, Energie, Wasser, Umwelt und Transport gegenüber. Durch Investitionen in diese Bereiche kann die Stadt weiter wachsen und, in Folge des Wachstums, später auch höhere Einnahmen generieren. Die einzelnen Kategorien stehen dabei in Wechselwirkung: So führt bspw. eine Erhöhung der Bildungsrate zu technologischem Fortschritt. Hierdurch verringern sich die Emissionen der Industrie, was wiederum eine Reduktion der Gesundheitsausgaben nach sich zieht.
Das Spiel startet, im Gegensatz zu früheren Versionen, im Jahr 0 und es gibt keine auf dem Spieljahr basierenden Erfolge mehr. Die Freischaltung neuer Gebäude hängt damit im Gegensatz zum Vorgänger nicht mehr vom Alter der Stadt ab, sondern wird durch die Kombination mehrerer Einflussfaktoren (bspw. Einwohnerzahl, Anzahl bestimmter Arbeitsplätze, Bürgermeisterbewertung, Nutzung vorhandener Gebäude etc.) gesteuert.
So wird beispielsweise ein Fusionskraftwerk erst dann freigeschaltet, wenn die Stadt einen Energiebedarf von 30.000 und 4.000 Arbeitsplätze in der High-Tech-Industrie aufweist.
Die neue WHI-Anforderungsanzeige zeigt dem Spieler, welche Flächennutzung (Wohngebiete (W), Handels- und Gewerbeflächen (H) und Industriegebiete (I)) nachgefragt wird und hinzufügt werden sollte, um das weitere Wachstum der Stadt zu sichern.
Wie in diesem Genre üblich gibt es kein explizit formuliertes Ziel des Spiels. Typischerweise arbeiten Spieler auf das Erreichen einer möglichst hohen Bevölkerungszahl oder möglichst hoher Einnahmen hin.
Die größte Neuerung gegenüber vorherigen Titeln der SimCity-Reihe ist neben dem teilweisen Umstieg von 2D- auf 3D-Grafik das sogenannte Regionskonzept: Die gebaute Stadt steht – abgesehen von zuvor nicht sichtbaren Nachbarstädten – nicht mehr für sich allein, sondern ist nun Teil einer Region von selbst erstellten Städten, die untereinander Handel mit Strom, Wasser oder Müll treiben und zwischen denen die Arbeitnehmer pendeln. Somit wird es möglich, Städte für bestimmte Bedürfnisse zu bauen und negative Einflüsse, z. B. durch Schwerindustrie, Kraftwerke und Müllentsorgung in andere Städte auszulagern.
Der Import einzelner Sims, die ihrem täglichen Leben nachgehen, aus dem Spiel Die Sims in SimCity ist in dieser Version erstmals möglich. Man kann zusätzliche Sims erstellen. Bis auf das Geschlecht, das Sternzeichen und den Kopf sind aber keine weiteren Charaktereinstellungen möglich.
Eine weitere Neuerung gegenüber vorherigen SimCity-Spielen ist eine Möglichkeit, aus drei Schwierigkeitsgraden (Leicht, Mittel, Schwer) auszuwählen, deren Auswahl das Entwicklungsgeschehen und Startkapital der Stadt beeinflusst.

## Releases und Zusatzinhalte

### Grundspiel
Die Veröffentlichung des Grundspiels, im Spieler-Slang bisweilen auch SC4 Vanilla genannt, erfolgte am 14. Januar 2003. Bereits diese Version verfügte über die Möglichkeit, durch von Spielern erstellte Modifikationen angepasst zu werden und enthielt grundlegende Neuerungen, bspw. eine Regionsansicht und eingeschränkte Dreidimensionalität.

### Rush Hour
Am 22. September 2003 erfolgte die Veröffentlichung des Erweiterungspakets Rush Hour, das es dem Spieler vor allem ermöglicht, direkt auf den Verkehr in der simulierten Stadt Einfluss zu nehmen. Hierzu kommt eine neue Verkehrsengine zum Einsatz.
Weitere Neuerungen umfassen zusätzliche Verkehrsmittel (Monorail, Hochbahn) sowie einen „Du Fährst“-Modus, in welchem der Spieler einzelne Fahrzeuge selbst steuern und auf diese Weise Missionen absolvieren kann. Wird eine Mission erfolgreich beendet, können zum Teil Gebäude vorzeitig freigeschaltet werden, ohne dass die regulären Voraussetzungen dafür vorliegen müssen. Für manche Missionen erhält der Spieler zudem einen Geldbonus.
Des Weiteren stehen mit der Erweiterung verschiedene architektonische Epochen zur Verfügung, aus denen der Spieler wählen kann. Diese Wahl beeinflusst die Darstellung der Gebäude im Spiel. Zur Auswahl stehen dabei die Szenarien Chicago im Jahr 1890, New York 1940, Houston 1990 und das zeitgenössische Frankfurt am Main.
Am 4. September 2004 erfolgte die Veröffentlichung der Erweiterung für macOS.
Die Erweiterung erhielt überwiegend positive Kritiken; allerdings wurden EA Games und Maxis auch dafür kritisiert, dass die enthaltenen Zusatzfunktionen nicht bereits in der ursprünglichen Version des Spiels integriert waren.

### Deluxe Edition
Ein Jahr später erfolgte die Veröffentlichung einer Deluxe Edition, welche ein Bundle (bestehend aus dem Grundspiel sowie der Rush Hour-Erweiterung) darstellt. Zudem sind mehrere Fehlerkorrekturen, die nach den ursprünglichen Release-Terminen als Patches veröffentlicht wurden, in der Deluxe Edition bereits enthalten.
Am 25. August 2004 veröffentlichte Aspyr Media SimCity 4 Deluxe Edition für Mac OS X.

### Digitale Distribution
Am 20. Juli 2010 veröffentlichte Electronic Arts die Deluxe Edition auf der digitalen Vertriebsplattform Steam. Mittlerweile ist das Spiel auch auf anderen Plattformen, etwa GOG.com, Direct2Drive (D2D) sowie der von Electronic Arts selbst betriebenen Plattform Origin erhältlich.
Am 10. April 2014 veröffentlichte Aspyr Media eine aktualisierte Version der Portierung der Deluxe Edition im Mac App Store. Das Update enthält Fehlerkorrekturen und Leistungsverbesserungen und unterstützt neuere Versionen von Mac OS X. Zudem kann das Spiel nun mit der nativen Auflösung des Anzeigegeräts dargestellt werden.
Während das Spiel bei Steam in der Version 1.1.641.0 bezogen werden kann, ist auf der Origin-Plattform lediglich die ältere Version 1.1.610.0 erhältlich. Bei dieser handelt es sich um das ursprüngliche Retail-Release des Spiels, d. h. nachträglich veröffentlichte Patches sind nicht enthalten. Das von Origin eingesetzte DRM-System verhindert zudem die manuelle Installation dieser Patches und führt zu Problemen bei der Verwendung von Modifikationen.

### Weitere Zusatzinhalte
Der Entwickler Will Wright äußerte in einem Interview am 16. Mai 2003 Pläne, nach Rush Hour weitere Erweiterungspakete mit Zusatzinhalten zu veröffentlichen; tatsächlich blieb Rush Hour jedoch das einzige Add-on.
In einem weiteren Interview am 22. Mai 2004 erklärte Wright eine geplante Neuausrichtung von SimCity, da seit dem ersten SimCity-Spiel von 1989 die Komplexität des Spiels immer weiter gestiegen sei. Auf diese Weise solle neuen Spielern der Zugang erleichtert werden:

„SimCity kind of worked itself into a corner, [because] we were still appealing to this core SimCity group. It had gotten a little complicated for people who had never played SimCity. We want to take it back to its roots where somebody who had never heard of SimCity can pick it up and enjoy playing it without thinking it was really, really hard.“

Zwei weitere SimCity-Titel für PC folgten auf SimCity 4 Deluxe Edition: Einerseits SimCity Societies, welches von Tilted Mill Entertainment entwickelt und am 13. November 2007 veröffentlicht wurde und andererseits SimCity, das erstmals im März 2012 angekündigt und schließlich im März 2013 veröffentlicht wurde.

## Add-ons und Modifikationen

### Add-ons von Maxis
Nach der Veröffentlichung von SimCity 4 wurden einige Add-Ons und Entwicklungs-Tools auf der offiziellen Produktwebsite des Spiels durch den Hersteller Maxis kostenlos zur Verfügung gestellt.
Neue 3D-Modelle von Sehenswürdigkeiten wie dem Rockefeller Center, dem Brandenburger Tor und Stonehenge, die in das Spiel integriert werden konnten, wurden online zugänglich gemacht. Später dienten solche Modelle hauptsächlich dazu, die Leistungsfähigkeit des 3D-Modellierungswerkzeugs Gmax und des Building Architect Tools (BAT) zu demonstrieren.

#### Lot-Editor (LE)
Der Lot-Editor (LE) ist ein Werkzeug, mit dem Benutzer 3D-Modelle für SimCity 4 bearbeiten oder entwerfen können. Dabei kann sowohl das grafische Erscheinungsbild eines Lots, aber auch seine Eigenschaften beeinflusst werden. Die Funktionalitäten des Lot Editors wurden später in das Building Architect Tool integriert, wodurch der Lot Editor selbst praktisch hinfällig wurde.

#### Building Architect Tool (BAT)
Das Building Architect Tool (BAT) von SimCity 4 ähnelt vom Funktionsumfang dem gleichnamigen Tool von SimCity 3000 und dem Urban Renewal Kit von SimCity 2000; ist jedoch keine Weiterentwicklung derselben, sondern eine neu entwickelte Anwendung für SimCity 4, die andere Schnittstellen verwendet.
Im Gegensatz zu SimCity 3000 Unlimited, welches mit einer ebenfalls als BAT bezeichneten Software ausgeliefert wurde, war das BAT für SimCity 4 stets ein eigenständiges Produkt, welches zudem den Einsatz der Drittanbietersoftware Gmax erforderte.

### Inhalte von Drittanbietern
Zusätzlich zu den offiziellen Tools veröffentlichten diverse Drittanbieter Anwendungen für die Bearbeitung von SimCity-4-Inhalten. Nach der Veröffentlichung des Lot-Editors, des Network Addon Mod (NAM) und des Building Architect Tool (BAT) besteht die Mehrzahl der im Umlauf befindlichen Add-ons aus von Benutzern erstellten Inhalten; die meisten sind Gebäude und Grundstücke, darunter Modelle echter Wahrzeichen, Ladenketten, zusätzliche Häuser usw., während andere kosmetische Veränderungen für Gelände, Flora, benutzerdefinierte Fahrzeuge und Änderungen im Spielverhalten beinhalten. Einige Mods verändern sogar grundlegend die Spielmechanik. Einige Inhalte von Drittanbietern sind nur für Nutzer mit Erweiterungspaketen oder anderen Mods einsetzbar.
Da SimCity 4 bis heute als einziges Spiel aus der SimCity-Reihe die Möglichkeit eines unkomplizierten Moddings ohne Veränderung der Spieldateien bietet, existiert noch immer eine Mod- und Plug-in-Community. Dazu werden nach wie vor das 3D-Modellierungswerkzeug Gmax, das Building Architect Tool (BAT) und zum Teil weitere Freeware-Programme benötigt. Zu diesen Erweiterungen zählen u. a.:
- Gebäude und Cheat-Gebäude (Gebäude, die eine Modifizierung von Spielwerten zu Gunsten des Spielers bewirken)
- Flora- und Faunaerweiterungen, alternative Gelände- und Wassertexturen
- Erhöhte Verkehrswege und zusätzliche Verkehrskreuze, Ausfahrten und Kreisverkehre („NAM“)
- Brücken und Tunneleinfahrten („NAM“)
- Fußgängerzonen und -brücken („NAM“)
- Straßenbahnsystem („NAM“)
- Fahrzeuge
- Verbesserungen der Übersichtskarten und Graphen
- Veränderungen in der Simulationsberechnung (z. B. Wegfindung der Sims)
- Kanalsysteme
- Hochgeschwindigkeitszüge („HSR“ und „GHSR“)
- Eingleisige Bahnstrecken („STR“)
- zwei- bis zehnspurige Autobahnen („RHW“)

Benutzer, die solche Mods angefertigt haben, stellen diese üblicherweise auf entsprechenden Portalen oder Webseiten im Internet zum Download zur Verfügung.
Die fortwährende Arbeit der Fangemeinde an Modifikationen und Erweiterungen führt dazu, dass auch über ein Jahrzehnt nach der Veröffentlichung des Spiels immer noch neue Inhalte entstehen, so etwa Modelle des früheren World Trade Centers und der entsprechenden Wiederaufbauten (One World Trade Center) sowie die jüngsten, zum Teil noch im Bau befindlichen Wolkenkratzer, aber auch persönliche Eigenkreationen.

## Rezension

### Auszeichnungen
Im Januar 2003 erhielt SimCity 4 die Auszeichnung „Editors' Choice“ von IGN, einem News- und Reviewportal für Computerspiele.
Im Jahr 2003 wurde das Spiel mit dem Parents' Choice Gold Award ausgezeichnet; im Folgejahr erfolgte eine abermalige Auszeichnung mit dem gleichen Preis für die Deluxe Edition.

### Kritik
Die für die damalige Zeit hohen Anforderungen an die Leistungsfähigkeit der Hardware führten zu teils heftiger Kritik am Spiel. Insbesondere die 3D-Grafik und der Detailreichtum der Simulation erforderten aufwendige Berechnungen in der Spiel-Engine.
Auch die vom Hersteller empfohlene Systemkonfiguration konnte den hohen Erfordernissen der Software zum Teil nicht nachkommen. Zudem konnte die Verwendung von Modifikationen die Anforderungen an die Hardware weiter erhöhen – so verbessert eine Modifikation zur Optimierung des Pendelverkehrs zwar die Simulation, geht aber auch mit höherem Ressourcenbedarf einher.
Zudem hatte das Spiel Probleme mit einigen Grafikkarten des Herstellers ATI-Radeon; Spielunterbrechungen durch häufiges Ruckeln der Darstellung und Abstürze des Spiels waren die Folge.
Darüber hinaus bemängelten Spieler auch immer wiederkehrende Darstellungsfehler (verpixelte Gebäude und Fahrzeuge, sonstige Bildstörungen). Abhilfe konnte hier der Verzicht auf einzelne Grafikfeatures (dynamische Schatten, Tag- und Nachtwechsel, animierte Wolken/Nebel), die Reduktion der Texturqualität und des Detailgrads der Simulation oder der Einsatz anderer Grafikkarten-Treiber schaffen.
Einzelne Spieler äußerten zudem, das Grundspiel allein sei "unvollständig" gewesen und erst mit der Rush Hour-Erweiterung wirklich spielbar geworden.

## Kompatibilität mit anderen Spielen
- Die Sims: Spieler können ihre Sims importieren, die sie in Die Sims, einem anderen Spiel von Maxis, erstellt haben.
- Die Sims 2: Spieler können ihre Stadtpläne exportieren und sie in Die Sims 2 als Nachbarschaftsgelände verwenden.

## Systemanforderungen
|                     | Windows | macOS (minimal) | Mac OS X (empfohlen) |
| ------------------- | --- | --- | --- |
| Betriebssystem      | Windows XP | 10.8.5 (Mountain Lion), 10.9.5 (Mavericks), 10.10.5 (Yosemite), 10.11.6 (El Capitan), 10.12 (Sierra) | 10.9.5 (Mavericks) |
| Prozessor           | Intel Pentium III 500 oder besser | Intel Core2 Duo (2,4 GHz Dual-Core) | Intel Vierkernprozessor (2,2 GHz Quad-Core) |
| Arbeitsspeicher     | mind. 256 MB | 4 GB | 4 GB |
| Grafikkarte         | 32 MB Direct3D Grafikkarte mit DirectX 7.0 oder besser kompatible Treiber (mind. eine Auflösung von 800×600 mit 16-bit oder 32-bit Farbtiefe)                   | ATI Radeon HD 3870 / Nvidia Geforce 8800 / Intel HD 3000, 256 MB Grafikspeicher | ATI Radeon HD 5750 / Nvidia Geforce 650M, 512 MB Grafikspeicher |
| Festplatte          | 1,6 GB | 2 GB | 2 GB |
| Bildschirmauflösung | 800×600 (4:3), 1024×768 (4:3), 1280×1024 (5:4), 1600×1200 (4:3) – darüber hinaus sind über Kommandozeilenoptionen benutzerdefinierte Auflösungen konfigurierbar | 800×600 (4:3), 1024×768 (4:3), 1280×1024 (5:4), 1600×1200 (4:3) – darüber hinaus sind über Kommandozeilenoptionen benutzerdefinierte Auflösungen konfigurierbar | 800×600 (4:3), 1024×768 (4:3), 1280×1024 (5:4), 1600×1200 (4:3) – darüber hinaus sind über Kommandozeilenoptionen benutzerdefinierte Auflösungen konfigurierbar |
| Sonstiges           | DirectX 8.1 | Dieses Spiel wird nicht auf Festplatten unterstützt, die als Mac OS Extended (HFS Plus) formatiert sind. Folgende Grafikkarten werden nicht unterstützt für SimCity4 Deluxe: ATI Radeon HD 2400, ATI Radeon HD 2600, NVIDIA 8600m, Intel Integrated GMA 950, Intel Integrated x3100 | Dieses Spiel wird nicht auf Festplatten unterstützt, die als Mac OS Extended (HFS Plus) formatiert sind. Folgende Grafikkarten werden nicht unterstützt für SimCity4 Deluxe: ATI Radeon HD 2400, ATI Radeon HD 2600, NVIDIA 8600m, Intel Integrated GMA 950, Intel Integrated x3100 |

## Erweiterte Konfigurationsmöglichkeiten
Das Spiel verfügt über eine Reihe von Kommandozeilenoptionen, mit Hilfe derer Einstellungen erzwungen werden können, die in den entsprechenden Konfigurationsmenüs im Spiel selbst nicht zugänglich sind. Auf diese Weise können bspw. benutzerdefinierte Bildschirmauflösungen festgelegt oder die Nutzung von Mehrkern-CPUs eingeschaltet werden. Eine Übersicht über die Einstellungsmöglichkeiten findet sich bspw. in der SC4 Encyclopaedia, einem Community-Wiki.

## Easter Eggs
Das Spiel enthält einige versteckte Besonderheiten, sogenannte Easter Eggs:
- Im Spiel gibt es mehrere Gnome, die gelegentlich an wichtigen Gebäuden erscheinen.
- Steuert man im „Du Fährst“-Modus einen Eiswagen, ist ein Teil des Soundtracks von SimCity 2000 eine der abspielbaren Melodien.
- Die Köpfe der Berater im Spiel lassen sich mittels Cheatcode in Lamaköpfe verwandeln. Lamas tauchen auch in Spielen der Sims-Reihe auf.
- Ein Gebäudekomplex der Hightech-Industrie trägt den Namen Kane Tiberium. Hierbei handelt es sich um eine Anspielung auf die Computerspielreihe Command & Conquer, in der der Name des Gegners Kane ist. Tiberium ist die Bezeichnung für ein (fiktives) Mineral, um welches in den Command-&-Conquer-Spielen gekämpft wird.
- Auf einem im Spiel umherfliegenden Luftschiff ist eine Cartoon-Version des Entwicklers Will Wright abgebildet. Diese Karikatur kann auch auf dem Nachrichtenpackwagen in der Hauptverkehrszeit gesehen werden.
- Wenn man das Spiel zur Weihnachtszeit spielt und das Saisondatum im Spiel den Winter erreicht, sammelt sich in Gebieten mit großer Höhe Schnee an. Dieser Effekt lässt sich auch mit einem Entwicklercheat hervorrufen. Dieses Easter Egg stammt von Andrew Willmott, einem an SimCity 4 beteiligten Grafik-Ingenieur.[20]
- Bei der Roboterkatastrophe im Spiel handelt es sich um eine Anspielung auf Servo, den Servierroboter von Die Sims: Das volle Leben.
- Im Willamots-Drive-In-Gebäude, einem Autokino, werden Szenen aus SimCity 2000 und SimCity 3000 gezeigt.
- Gelegentlich fliegt eine auf einem mit Ballons versehenen Stuhl sitzende Person über die Stadt. Hierbei handelt es sich um eine Anspielung auf Lawnchair Larry, einen Amerikaner, der im Jahr 1982 tatsächlich mit einem solchen selbstgebauten Fluggerät abhob.

## Trivia
- SimCity 4 gilt, im Vergleich zu seinem Nachfolger SimCity, als detaillierter in der Simulation und allgemein als stabiler.
- SimCity 4 ist das erste SimCity-Spiel, das aufgrund der Terroranschläge am 11. September 2001 keinen Flugzeugabsturz als Katastrophe beinhaltet.[21]
- Die von den Windkraftwerken geworfenen Schatten drehen sich in die entgegengesetzte Richtung.[22]
- Der Creative Director Ocean Quigley kündigte im Rahmen einer Präsentation des Nachfolgerspiels SimCity bei der Game Developers Conference an, das Modding im Spiel zu unterstützen:[23]

„We know modding is hugely important to our community. We know the reason why people are still playing SimCity 4 ten years later is because the modding community has kept it alive.“

- Die CD/DVD-Version des Spiels kann nach der Installation des am 8. September 2015 von Microsoft im Bulletin MS15-097 veröffentlichten Sicherheitsupdates KB3086255 unter Windows 7 und Windows 8.1 nicht mehr ausgeführt werden. Auf Windows 10 ist die CD/DVD-Version des Spiels gänzlich nicht mehr ausführbar.[25]

## Republikanischer Steuervorschlag
Während der republikanischen Präsidentschaftsvorwahlen im Jahr 2012 wurde der 9-9-9-Steuervorschlag des Kandidaten Herman Cain von der Huffington Post einer ähnlichen Steuerstruktur in SimCity 4 zugeschrieben. Herman Cain bestritt jegliche Verbindung zum Spiel.

### Community
- SimCity 4 bei MobyGames (englisch), englisch
- SimCityPlaza, Website mit Tipps und Erweiterungen zu SimCity 4.
- SimCityKurier bei SimCityPlaza, Webseite mit kostenfreien Downloads (Add-ons & Mods) und Erweiterungen zu SimCity 4.
- community.simtropolis.com, Webseite mit Neuigkeiten, Tipps, Erweiterungen und einem Forum zu SimCity 4, englisch
- SC4 Encyclopaedia, Community-Wiki mit SimCity-4-Fokus, englisch
- SL-Soft, "Ready to go" Wine-Wrapper für macOS ab 10.15.4 (Silicon kompatibel) SimCity 4, deutsch/englisch
- SC4 Encyclopaedia (englisch)